# قطب جنین
قطب جنین (به انگلیسی: Fetal pole) به شکل یک ناحیه ضخیم شده در کنار کیسه ناف در طول بارداری ظاهر و با پیشرفت بارداری، این ساختار به جنین تبدیل می‌شود. قطب جنین دارای ظاهر خمیده و به شکل حرف "C" است که سر جنین یا تاج در یک انتها و بدنه جنین مانند یک دم در انتهای دیگر قرار دارد. فاصله این دو نقطه طول تاج تا شکاف CRL نامیده و برای اندازه‌گیری سن حاملگی استفاده می‌شود.
قطب جنین با اندازه حداقل ۲ تا ۴ میلی‌متر اغلب با سونوگرافی واژینال در هفته ششم بارداری و با اندازه حداقل ۵ میلی‌متر با سونوگرافی شکمی در هفته ۶/۵ بارداری قابل رویت است. البته تا هفته نهم بارداری هم برای مشاهده جنین فرصت است.
اگر در حین سونوگرافی قطب جنین مشاهده نشود، پزشک سونوگرافی کنترل را برای ۳ الی ۷ روز دیگر تجویز می‌کند. عدم تشخیص قطب جنینی ممکن است به دلایل زیر باشد:
- سن بارداری درست محاسبه نشده‌باشد.
- بارداری پوچ
- بارداری خارج رحمی

## اشکالات
اگر قطب جنین دارای CRL هفت میلی‌متر یا بیشتر است اما ضربان قلب در سونوگرافی اولیه و سونوگرافی‌های پیگیری بعد از یک هفته شنیده نمی‌شود به معنای پایان بارداری و سقط جنین است.